# Болото Левади
Болото Левади — гідрологічна пам'ятка природи місцевого значення. Об'єкт розташований на території Добровеличківського району Кіровоградської області, поблизу с. Липняжка.
Площа — 15 га, статус отриманий у 1993 році.